# Beata Ociepka
Beata Katarzyna Ociepka (ur. 24 marca 1964 we Wrocławiu) – polska politolog, specjalizująca się w komunikowaniu międzynarodowym, komunikowaniu politycznym, stosunkach polsko-niemieckich; nauczycielka akademicka związana z wrocławskimi uczelniami.

## Życiorys
Urodziła się 24 marca 1964 roku we Wrocławiu. Po ukończeniu szkoły średniej i pomyślnie zdanym egzaminie maturalnym, podjęła w 1983 roku studia politologiczne na Wydziale Filozoficzno-Historycznym Uniwersytetu Wrocławskiego, które ukończyła w 1987 roku magisterium z wyróżnieniem. Bezpośrednio po ukończeniu studiów podjęła pracę naukowo-dydaktyczną na macierzystej uczelni. W 1991 roku uzyskała tam stopień naukowy doktora nauk humanistycznych na podstawie pracy pt. Ludność niemiecka na Dolnym Śląsku 1950–1969, napisanej pod kierunkiem prof. Karola Fiedora. Stopień naukowy doktora habilitowanego nauk humanistycznych w zakresie nauk o polityce specjalności stosunki międzynarodowe nadała jej Rada Wydziału Nauk Społecznych UWr w 1998 roku na podstawie monografii nt. Związek Wypędzonych w systemie politycznym RFN i jego wpływ na stosunki polsko-niemieckie 1982–1992.
Początkowo pracowała w Instytucie Politologii UWr. Od 1999 roku zatrudniona jest w Instytucie Studiów Międzynarodowych UWr na stanowisku profesora nadzwyczajnego, a od 2008 roku profesora zwyczajnego. W 2003 roku prezydent Polski Aleksander Kwaśniewski nadał jej tytuł profesora nauk humanistycznych.
Na Uniwersytecie Wrocławskim pełniła liczne funkcje kierownicze. W latach 2002–2004 była kierownikiem Katedry Politologii w Centrum Studiów Niemieckich i Europejskich im. Willy Brandta. Od 2002 roku kieruje Zakładem Komunikowania Międzynarodowego w Instytucie Studiów Międzynarodowych UWr. W latach 2005–2008 sprawowała funkcję prodziekana do spraw badań naukowych i współpracy z zagranicą Wydziału Nauk Społecznych UWr.
10 marca 2009 roku została dyrektorem Instytutu Studiów Międzynarodowych UWr. Objęcie przez niej tej funkcji zakończyło trwający od grudnia 2008 roku chaos w tej jednostce naukowej wywołany odwołaniem ze stanowiska dyrektora prof. Tadeusza Marczaka, którego krytykowano za zaproszenie na wykład historyka związanego z Radiem Maryja – Jerzego Roberta Nowaka. Zastąpił go prof. Krzysztof Szewior, który także ustąpił po kilku miesiącach. Funkcję dyrektora prof. Beata Ociepka pełniła do końca kadencji, czyli do 28 lutego 2011 roku.
Poza tym w latach 1999–2003 pracowała jako profesor nadzwyczajny w Instytucie Stosunków Międzynarodowych Dolnośląskiej Wyższej Szkoły Edukacji we Wrocławiu. W latach 2001–2004 była przewodniczącą wrocławskiego oddziału Polskiego Towarzystwa Nauk Politycznych. Od 2001 roku jest członkiem kolegium redakcyjnego „Studiów Medioznawczych”, wydawanych na Uniwersytecie Warszawskim. W latach 2000–2006 była Vertrauensdozent Fundacji im. Herberta Quandta we współpracy Uniwersytetu Wrocławskiego z Technische Universität Dresden oraz członkiem Stałej Rady Forum Polsko-Niemieckiego (2004–2007). W kadencji 2004–2008 wiceprzewodniczyła Radzie Programowej oddziału TVP SA we Wrocławiu.	
Została członkiem Komitetu Nauk Politycznych PAN na kadencję 2020–2023.
Jej zainteresowania naukowe koncentrują się wokół problematyki związanej z komunikowaniem międzynarodowym, dyplomacją publiczną, komunikacją polityczną, badaniami porównawczymi nad systemami medialnymi. Jest autorką oraz współautorką i redaktorem dziesięciu książek, ponad 70 artykułów i recenzji. Do ważniejszych jej prac należą:
- Niemieccy wypędzeni – wróg czy sprzymierzeniec?, Wrocław 1999.
- Deportacje, wysiedlenia, przesiedlenia – powojenne migracje z Polski i do Polski, Poznań 2001.
- Komunikowanie międzynarodowe, Wrocław 2002.
- Kształtowanie wizerunku, Wrocław 2005.
- Dla kogo telewizja? Model publiczny w postkomunistycznej Europie Środkowej, Wrocław 2003.
- Dyplomacja publiczna, Wrocław 2008.